# Mónica Pérez de las Heras
Mónica Pérez das Heras (Madrid, 1965) é uma jornalista, escritora e professora espanhola, directora da Escola Europeia de Oratória.

## Publicações
Sobre meio ambiente:
- La Conservación de la naturaleza (1997)
- La Guía del Ecoturismo (1999)
- La Cumbre de Johannesburgo (2002)
- Manual del Turismo Sostenible (2004)

Sobre comunicação e oratória:
- El secreto de Obama (2009)
- ¿Estás comunicando? (2010)
- Palabra de Primera Dama. Michelle Obama (2011)
- Escribe, Habla, Seduce (2013)
- PNL para Directivos (2015)
- PNL para Maestros y Profesores (2015)
- PNL para Periodistas (2015)
- PNL para Escritores de Discursos (2015)
- PNL para Profesionales de la Salud (2015)
- Programación Neurolingüística para Políticos (2015)
- Comunicación y Oratoria con PNL e Inteligencia Emocional (2015)
- Oratoria con PNL para Profesionales del Derecho (2016)